# Górny Sopot
Górny Sopot – dzielnica Sopotu położona w centrum miasta, granicząca od północy z Przylesiem i Lisim Wzgórzem, od wschodu z Dolnym Sopotem i Centrum, od południa z Zajęczym Wzgórzem, a od zachodu z Osiedlem Mickiewicza i Sopockim Lasem znana z kulturowych i przyrodniczych walorów turystycznych.

## Zabudowa

### Zabudowa mieszkalna
W tej dzielnicy można zobaczyć w większości niskie budynki mieszkalne, często też wille. Wiele jest też budynków zbudowanych z wielkiej płyty. 

### Religia i kultura

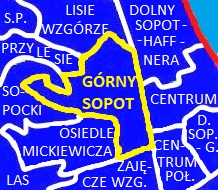
Dzielnice Sopotu sąsiadujące z Górnym Sopotem.

W Górnym Sopocie znajduje się również Kościół rzymskokatolicki św. Bernarda oraz lokalny Dom Kultury.

## Atrakcje turystyczne
- Łysa Góra – wzniesienie, którego główną atrakcją jest stok narciarski[2],
- Opera Leśna – amfiteatr, w którym odbywa się wiele ważnych imprez masowych, np. Sopot Festival. Dzięki temu miejscu i wydarzeniom, Sopot odwiedza wiele popularnych gwiazd z całego świata. Amfiteatr ten może pomieścić nawet 4,5 tys. osób, a zbudowany został już w 1909 roku. Według wielu jest to jeden z najlepszych amfiteatrów w Europie[1],
- Stadion Leśny – obiekt lekkoatletyczny mieszczący ok. 5 tysięcy widzów, położony w atrakcyjnej lokalizacji (na terenie Trójmiejskiego Parku Krajobrazowego). Na jego terenie znajduje się również hotel, restauracja, sauna oraz siłownia[1].

## Edukacja
Na terenie dzielnicy znajdują się również niektóre wydziały Uniwersytetu Gdańskiego: wydział Ekonomiczny oraz wydział Zarządzania.
Oprócz tego, jest tam również wiele innych placówek oświatowych:
- Przedszkole nr 10 – ul. Tadeusza Kościuszki 31,
- Przedszkole niepubliczne Lokomotywa – ul. Obrońców Westerplatte 17,
- Szkoła Podstawowa nr 7 z Oddziałami Sportowymi im. T. Kościuszki Zespołu szkół nr 3 – ul. Jana Jerzego Haffnera 55,
- Szkoła Podstawowa z Oddziałami Integracyjnymi nr 8 im. Jana Matejki – ul. 3 Maja 41,
- Zespół Szkół Specjalnych nr 5 – ul. Kazimierza Wielkiego 14,
- Centrum Kształcenia Ustawicznego – ul. Tadeusza Kościuszki 22,
- Gimnazjum nr 1 z Oddziałami Integracyjnymi – ul. Książąt Pomorskich 16/18,
- Zespół Szkół Handlowych – ul. Tadeusza Kościuszki 18/20,
- Sopockie Szkoły Fotografii WFH – ul. Jana Jerzego Haffnera 7,
- Technikum nr 1 – ul. Tadeusza Kościuszki 18,
- School No. 1 Maria Sklodowska - Curie – ul. Książąt Pomorskich 16/18,
- Technikum nr 2 dla dorosłych – ul. Tadeusza Kościuszki 22.

## Rada dzielnicy
Rada dzielnicy Górny Sopot działa w biurze Rady Miasta przy ul. Tadeusza Kościuszki 25/27.